# Фрітаун
Фріта́ун — столиця та найбільше місто Сьєрра-Леоне. Економічний, фінансовий, культурний, освітній та політичний центр держави, великий морський порт на Атлантичному океані. Адміністративний центр Західної території.

## Географія

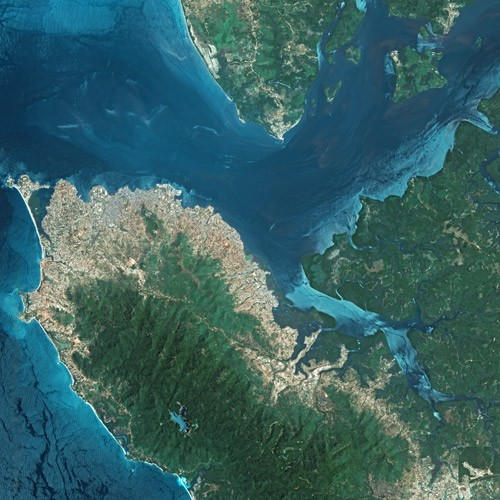

Місто розташоване у західній частині Сьєрра-Леоне, на узбережжі на Атлантичного океану.

## Підсоння
Фрітаун розташований у зоні тропічного мусонного клімату, з яскраво вираженими дощовитим (травень-жовтень) та сухим (листопад-квітень) сезонами. 
Останні роки відзначені зрушенням початку сезону дощів на червень, а іноді та на початок липня. Незважаючи на те, що Фрітавн знаходиться у північній півкулі, зимові місяці спекотніші, аніж літні. Це пояснюється напрямами вітрів у різні пори року: у вологий сезон вітер із Атлантики несе прохолоду та дощі, а в сухий сезон сухі вітри несуть сухе та добре прогріте повітря із Сахари. Незважаючи на те, що середньомісячні температури високі цілий рік, вище +35 °C температура не піднімається. Також нижче +19 °C вона також не опускається.
| Клімат Фрітауна                            | Клімат Фрітауна | Клімат Фрітауна | Клімат Фрітауна | Клімат Фрітауна | Клімат Фрітауна | Клімат Фрітауна | Клімат Фрітауна | Клімат Фрітауна | Клімат Фрітауна | Клімат Фрітауна | Клімат Фрітауна | Клімат Фрітауна | Клімат Фрітауна |
| Показник                                   | Січ.            | Лют.            | Бер.            | Квіт.           | Трав.           | Черв.           | Лип.            | Серп.           | Вер.            | Жовт.           | Лист.           | Груд.           | Рік             |
| Абсолютний максимум, °C                    | 33,0            | 34,0            | 35,0            | 35,0            | 34,0            | 33,0            | 32,0            | 31,0            | 32,0            | 33,0            | 34,0            | 32,0            | 35,0            |
| Середній максимум, °C                      | 29,9            | 30,3            | 30,9            | 31,2            | 30,9            | 30,1            | 28,7            | 28,4            | 29,0            | 29,9            | 30,1            | 29,7            | 29,9            |
| Середня температура, °C                    | 26,9            | 27,1            | 27,6            | 28,0            | 27,7            | 26,8            | 25,6            | 25,2            | 26,1            | 26,6            | 27,0            | 26,9            | 26,8            |
| Середній мінімум, °C                       | 23,8            | 24,0            | 24,4            | 24,8            | 24,4            | 23,6            | 23,1            | 23,0            | 23,1            | 23,4            | 24,0            | 24,1            | 23,8            |
| Абсолютний мінімум, °C                     | 20,0            | 21,0            | 21,0            | 21,0            | 21,0            | 20,0            | 21,0            | 20,0            | 21,0            | 19,0            | 20,0            | 19,0            | 19,0            |
| Середня кількість сонячних годин на місяць | 226,3           | 217,5           | 232,5           | 207,0           | 189,1           | 153,0           | 102,3           | 86,8            | 126,0           | 186,0           | 204,6           | 161,2           | 2,092,3         |
| Норма опадів, мм                           | 3.4             | 3.6             | 12.5            | 46.9            | 177.2           | 323.0           | 734.3           | 791.1           | 484.1           | 265.8           | 87.5            | 15.9            | 2945.3          |
| Днів з опадами                             | 0               | 0               | 1               | 4               | 15              | 22              | 27              | 27              | 24              | 21              | 9               | 2               | 152             |
| ------------------------------------------ | --------------- | --------------- | --------------- | --------------- | --------------- | --------------- | --------------- | --------------- | --------------- | --------------- | --------------- | --------------- | --------------- |
| Джерело:                                   |                 |                 |                 |                 |                 |                 |                 |                 |                 |                 |                 |                 |                 |

## Історія

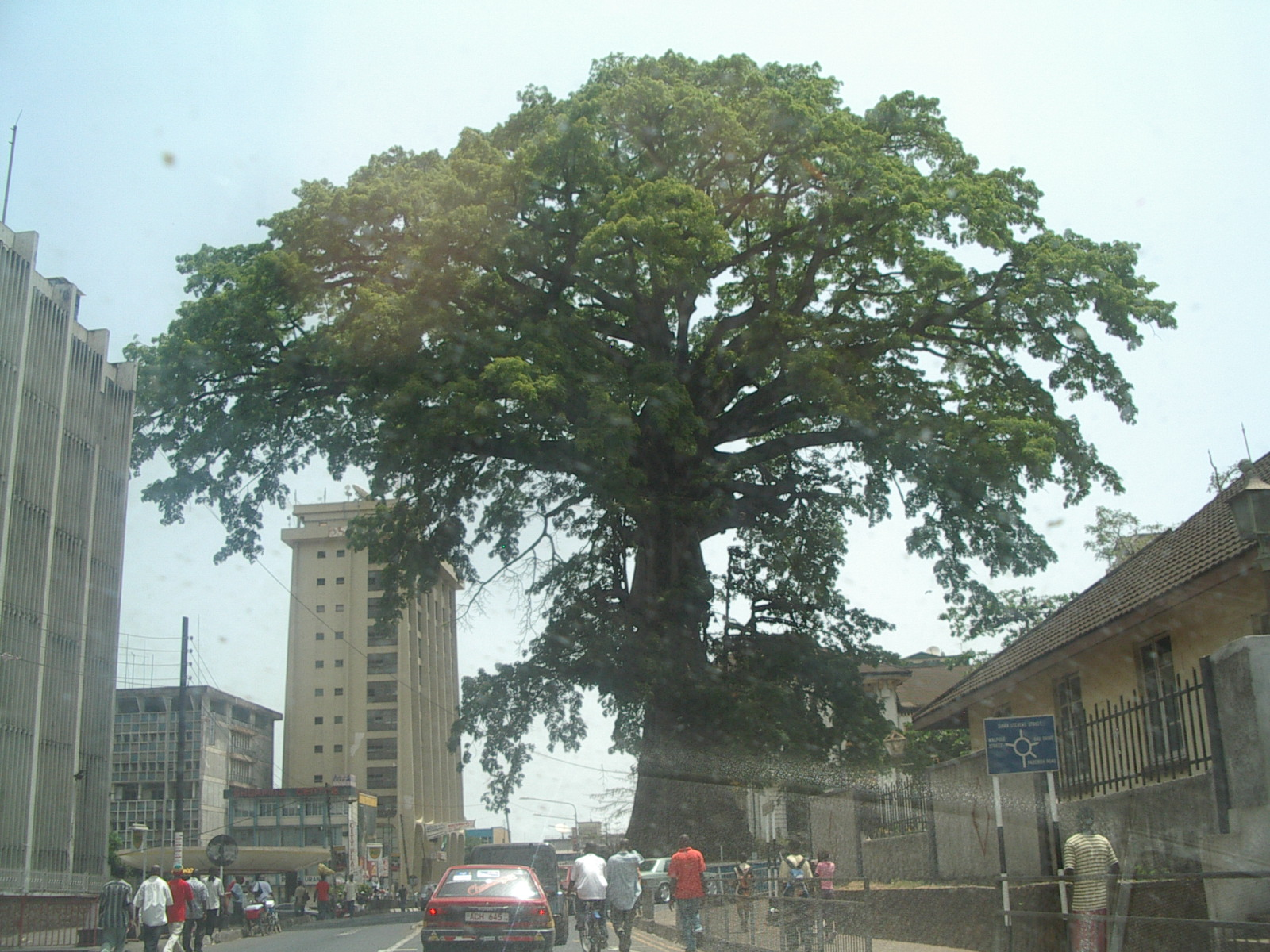
Під цим деревом 11 березня 1792 року було проголошено заснування Фрітауна

У XVII—XVIII століттях на місці нинішнього міста знаходився ринок рабів, які вивозилися потім для роботи на плантаціях Нового світу. У 1787 році з Лондона сюди прибули перші 400 чорношкірих, колишніх рабів, що воювали на боці англійців у американській Війні за незалежність та отримали за це свободу. 
Фрітаун був офіційно заснований 11 березня 1792 року. Надалі в місто також прибували звільнені раби з англійських колоній у Карибському морі (переважно з Ямайки).

## Транспорт
Фрітаун має у своєму розпорядженні першокласну гавань, здатну прийняти 240 суден незалежно від їх водотоннажності. Невеликі порти знаходяться у Бонте та Пепеле. 
Транспортна інфраструктура у внутрішніх районах розвинена погано. На початку 1970-х років система державних залізниць була замінена мережею автомобільних доріг. 
У кінці 1980-х років країна мала дороги загальною протяжністю приблизно 12 тис. км, з яких 2,4 тис. мали тверде покриття. 
Через рясні опади й сильні повені та порожисті річки судноплавство обмежене і можливо лише в низовинах великих річок. 
За 20 км від Фрітавна розташований міжнародний аеропорт Лунгі.

## Економіка
Фрітаун економічний та фінансовий центр Сьєрра-Леоне. Багато офісів великих міжнародних компаній країни розташовані у Фрітавні.
Економіка міста розвивається навколо порту, який є одним з найбільших портів на африканському континенті.

## Галерея

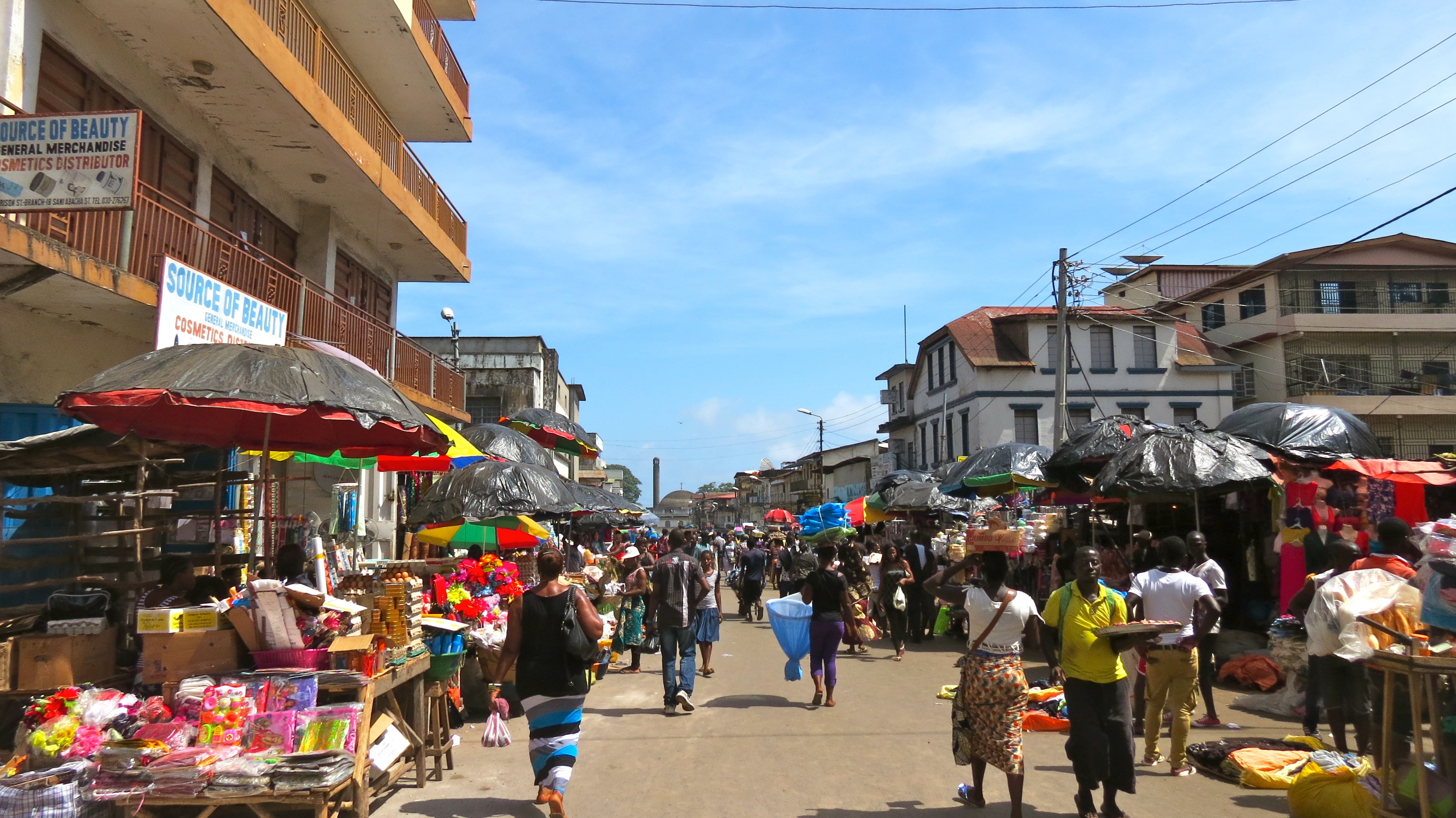
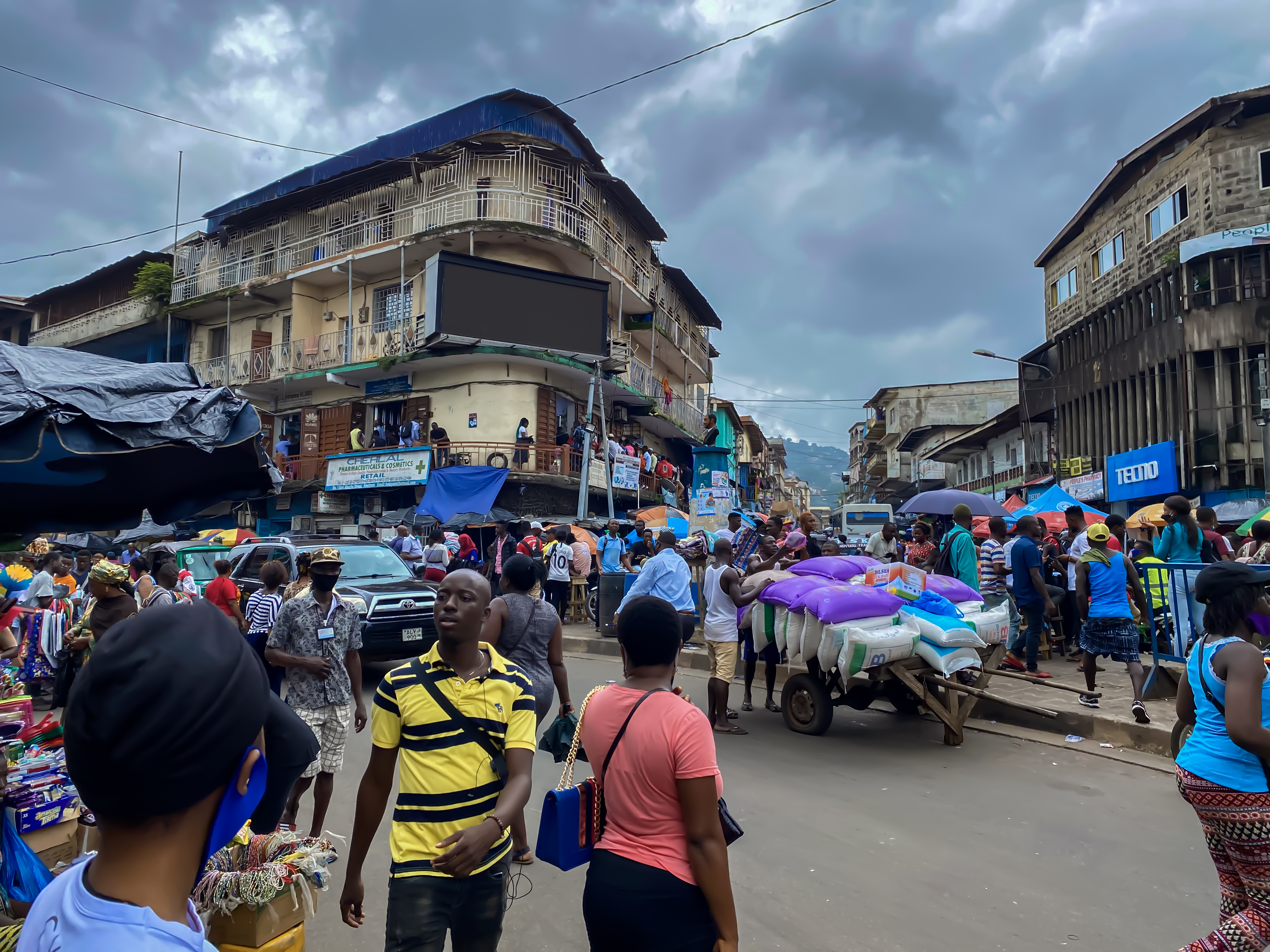
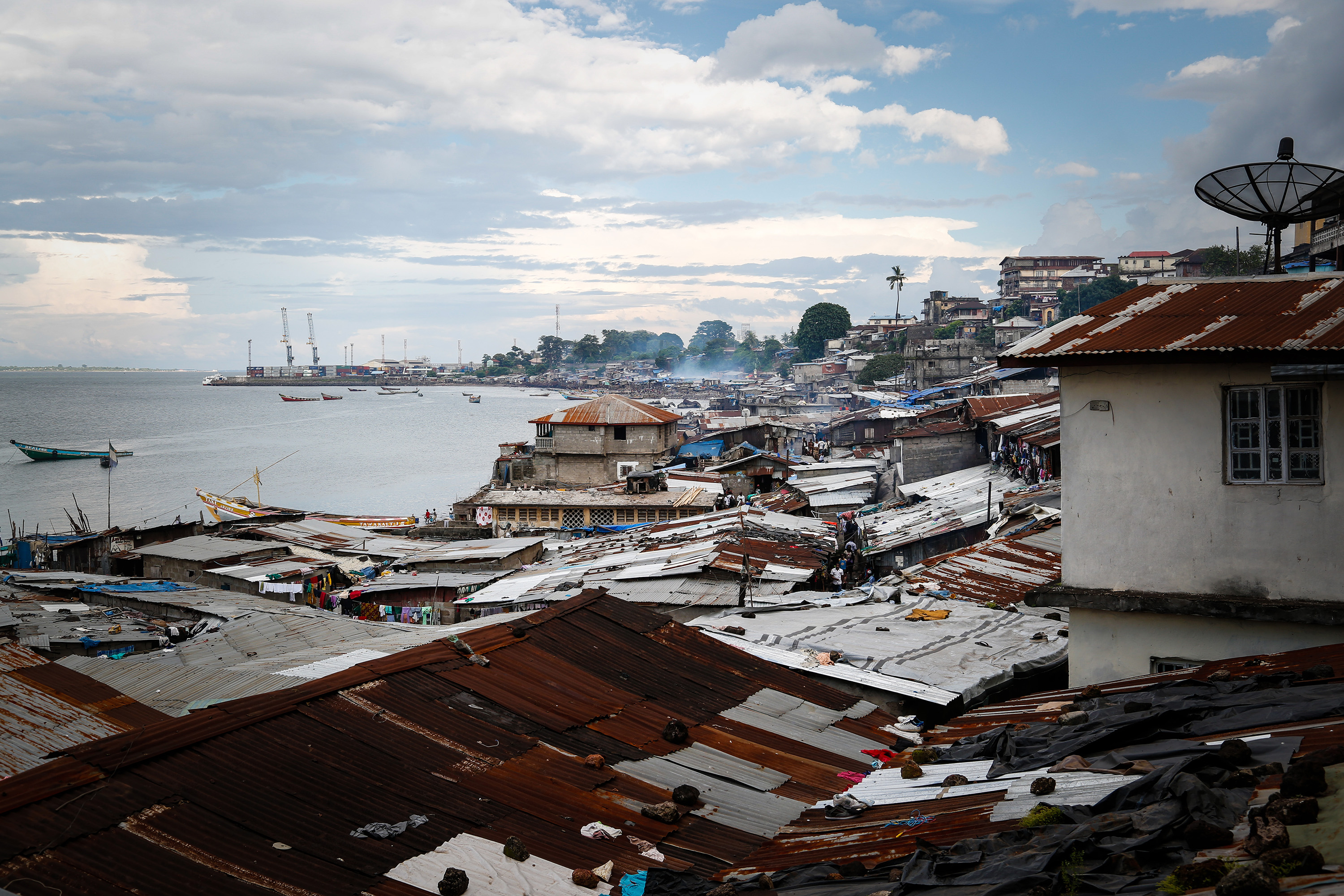
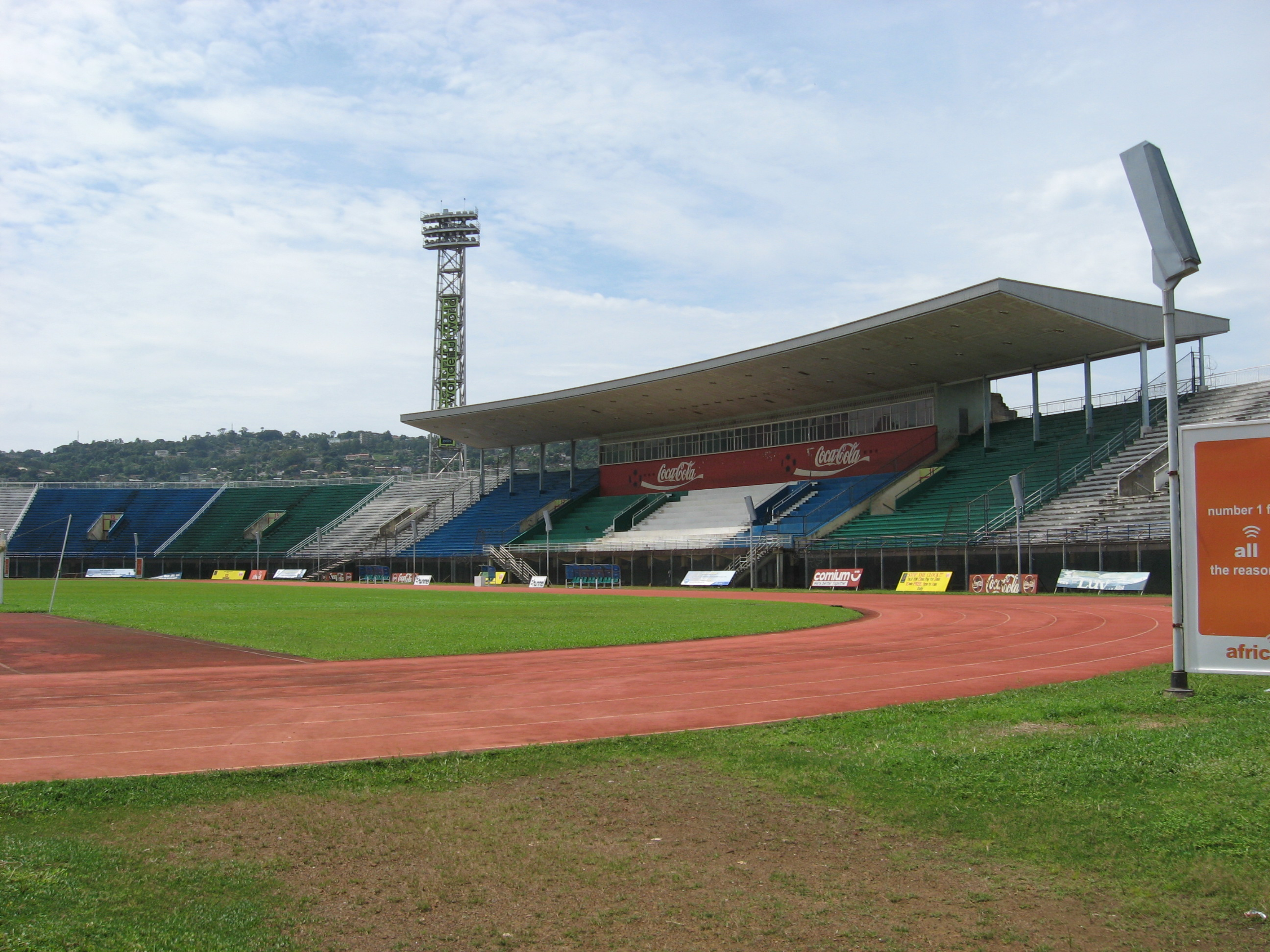
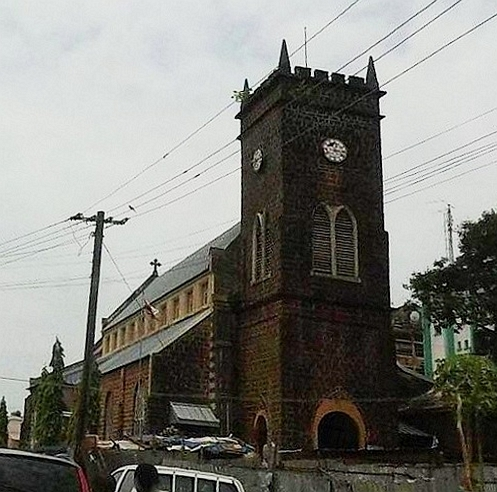

## Населення
Чисельність населення міста — 1 055 964 осіб (2015), за переписом 2004 року населення становило 772 873 особи.
| 1811   | 1822   | 1891     | 1918     | 1948     | 1974      | 1985      | 1990      | 1995      | 2000      | 2004      | 2010      | 2014      | 2015        |
| ------ | ------ | -------- | -------- | -------- | --------- | --------- | --------- | --------- | --------- | --------- | --------- | --------- | ----------- |
| → 1900 | ↗ 4785 | ↗ 30 033 | ↗ 34 000 | ↗ 64 576 | ↗ 214 443 | ↗ 469 776 | ↗ 529 000 | ↗ 603 000 | ↗ 688 000 | ↗ 772 873 | ↗ 945 423 | ↗ 951 000 | ↗ 1 055 964 |

## Уродженці
- Рода Антар — ліванський футболіст, півзахисник національної збірної Лівану.
- Мустафа Бунду — сьєрралеонський футболіст, нападник національної збірної Сьєрра-Леоне.
- Халіфа Джаббі — сьєрралеонський футболіст, півзахисник іракського клубу «Аль-Мінаа» та національної збірної Сьєрра-Леоне.
- Альхаджі Камара — сьєрралеонський футболіст, нападник данського клубу «Раннерс» та національної збірної Сьєрра-Леоне.
- Ібрагім Каргбо-молодший — бельгійський футболіст сьєрралеонського походження.
- Родні Страссер (* 1990) — сьєрралеонський футболіст, півзахисник клубу «Жіл Вісенте» та національної збірної Сьєрра-Леоне.
- Трево Чалоба — англійський футболіст сьєрралеонського походження, гравець лондонського «Челсі».